# Robert Katzenstein
Robert Katzenstein (* 19. Februar 1928 in Berlin; † 30. Juli 2006 in Berlin) war ein deutscher marxistischer Wirtschaftswissenschaftler. Seine größte wissenschaftliche Leistung bestand darin, dass er die Veränderungen des Investitionszyklus im Zusammenhang mit der technischen Entwicklung untersuchte und darin eine Tendenz zur immer stärkeren Kapitalfixierung und zyklischen Kapitalvernichtung erkannte.

## Leben

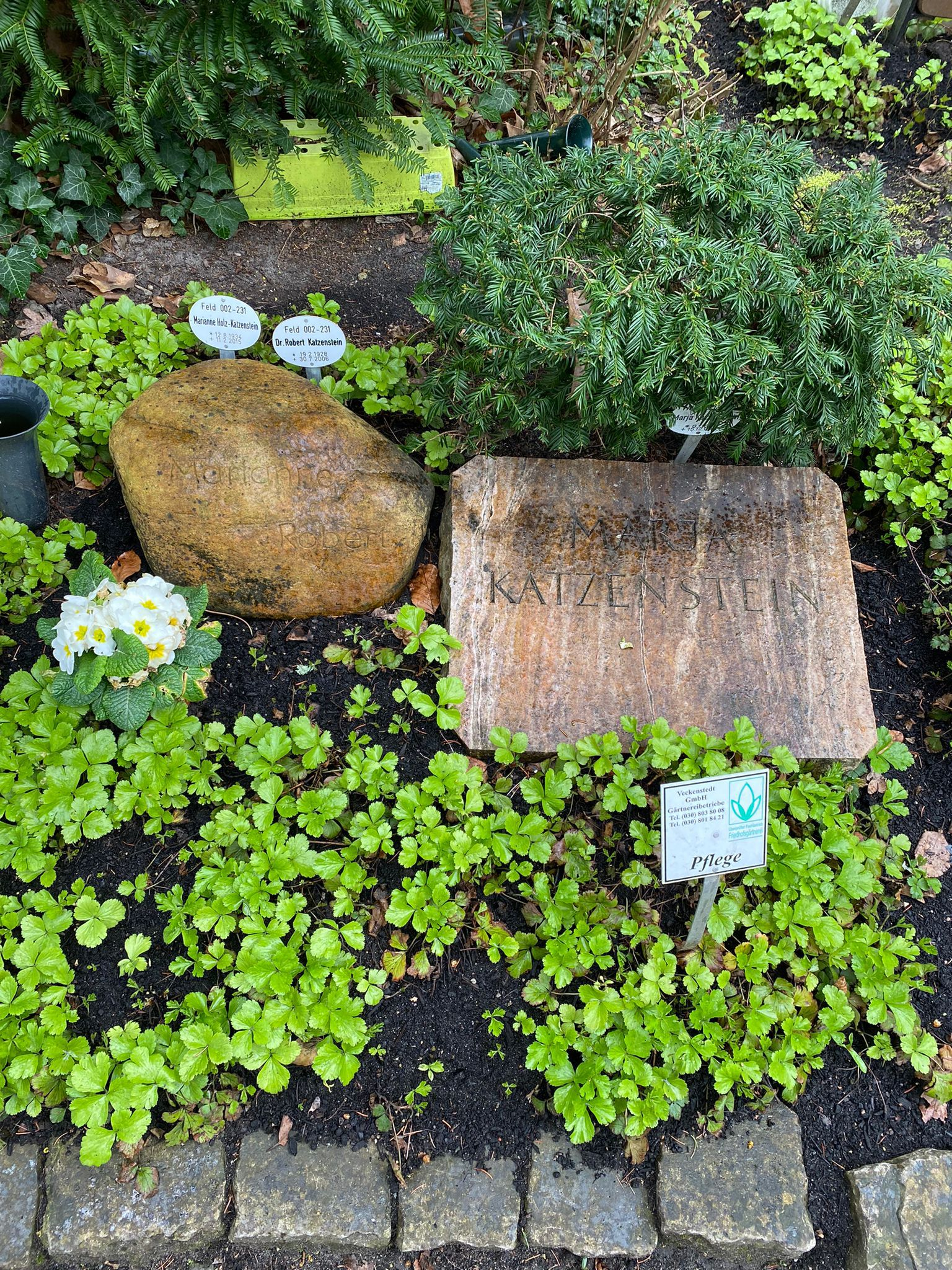
Grabstätte auf dem Friedhof Zehlendorf

Katzenstein stammte aus einer jüdischen bürgerlichen Familie. Sein Vater wurde im KZ Auschwitz ermordet, und seine Mutter versteckte sich in Berlin. Katzenstein hatte eine Knochenkrankheit, sodass er sich lange Jahre lediglich mit Krücken bewegen konnte. Er lebte als Verfolgter des Naziregimes von 1942 bis 1945 im Untergrund, weshalb an eine medizinische Behandlung nicht zu denken war. Nachdem er von der Roten Armee aus einem Lager in Schlesien befreit wurde, musste er jahrelang behandelt werden. Als er wieder auf Krücken laufen konnte, holte er seine Ausbildung nach und qualifizierte sich zum Dr. oec. habil. Er arbeitete bis 1970 an der Akademie der Wissenschaften der DDR in Ost-Berlin, während er in West-Berlin wohnte.
Robert Katzenstein wurde auf dem Waldfriedhof Zehlendorf beigesetzt. 

## Werk
Katzenstein beteiligte sich an der Stamokap-Debatte, die sich sowohl im Osten als auch im Westen Deutschlands, vor allem auch in West-Berlin, entwickelte. Er untersuchte die Bewegung des fixen Kapitals und studierte die konkreten Investitionsabläufe der Stahlindustrie. Dabei kam er zu dem Schluss, dass es früher vor allem um die Einsparung von Arbeitskräften ging, während im heutigen Kapitalismus die Bewegung und Entwicklung des fixen Kapitals von größter Bedeutung ist. Im Mittelpunkt seiner wissenschaftlichen Arbeit standen lebenslang die Wirkungen des technischen Fortschritts. Zahlreiche seiner Veröffentlichungen beschäftigen sich mit dieser Frage.
In den 1970er Jahren beschäftigte die Stamokap-Theorie Wirtschaftswissenschaftler und politisch interessierte Kreise in beiden deutschen Staaten und fand Befürworter auch in der SPD. Katzenstein kritisierte insbesondere die These von der Unterordnung des Staates unter die Monopole – die ihn nur zur Sicherung höchster Profite benützten – als unzulässige Vereinfachung. Er vertrat die Auffassung, dass der Staat die Voraussetzungen zur Produktivkraftentwicklung des Kapitalismus schaffe und staatliche Gelder in Infrastrukturmaßnahmen wie zum Beispiel Straßen- und Hafenanlagenbau stecke. Damit geriet er in Widerspruch zur herrschenden Lehrmeinung in der DDR.
Als die Kapitalismusdebatte Ende der 1970er Jahre stagnierte, wandte Katzenstein sich den Debatten zum Euro-Kommunismus in Italien, Frankreich und Spanien zu. Er vertrat die These, dass es unterschiedliche Wege zum Sozialismus gibt. Diese Frage diskutierte er in der Zeitschrift Sopo (Sozialistische Politik).

## Politik
Als er in West-Berlin wohnte, war er aktives Mitglied der SEW. In den 1970er Jahren hatte er Lehraufträge über politische Ökonomie am Otto-Suhr-Institut der Freien Universität Berlin und führte Schulungen zur politischen Ökonomie durch.

## Schriften
- Technischer Fortschritt. Kapitalbewegung, Kapitalfixierung. Einige Probleme des fixen Kapitals unter den gegenwärtigen Bedingungen der Vergesellschaftung der Produktion im staatsmonopolistischen Kapitalismus. Verlag Das Europäische Buch: Berlin 1970.
- Zum Problem einer marxistischen "Staatsableitung", in: Blätter für deutsche und internationale Politik 4/1974.
- Zur Frage des Monopols, des Monopolprofits und der Durchsetzung des Wertgesetzes im Monopolkapitalismus, in: Das Argument 6/1975.
- Zur Theorie des staatsmonopolistischen Kapitalismus, in: Prokla 8 und 9/1973.
- Zur Politischen Ökonomie des Kapitalismus. Ein Nachschlagewerk. Verlag Das Europäische Buch: Berlin 1977, ISBN  9783920303574
- Krise und Solidarität in der Steinkohle und Solidarität mit den Kumpeln? Widersprüche und Gegensätze. Utopie kreativ Hf. 83, 9/1997.
- Schriften als PDF-Dateien: Schriftenverzeichnis